# Прокопенко Ігор Станіславович
Прокопенко Ігор Станіславович (рос. Прокопенко Игорь Станиславович, нар.8 лютого 1965 р., м. Павловськ) — російський тележурналіст, документаліст, пропагандист, ведучий програми «Військова таємниця» на «РЕН ТВ», фахівець з таємним змовам, заступник генерального директора з документальних та публіцистичних проектів телекомпанії «РЕН ТВ», телеведучий, шестиразовий лауреат премії ТЕФІ.

## Життєпис
Народився в місті Павловськ Воронезької області. Закінчив середню загально-світною школу. Служив у військах Протиповітряної оборони.
Завершив навчання в Донецькому вищому військово-політичному училищі інженерних військ і військ зв'язку.
З 1989 р. працював військовим оглядачем газет «Червона зірка», «Московський комсомолець», «Російська газета» та ін. Публікував військові репортажі з «гарячих точок».
З 1994 р. працював на Центральній телерадіостудії Міністерства Оборони РФ «ВоєнТВ» і був військовим оглядачем новинних програм «Час», «Сьогодні», «Вісті».
У 1995 р. зняв перший документальний фільм «Брошка на галуні» на каналі «ОРТ».
У 1996—1997 рр. вів авторську програму «Присяга» на каналі «РТР».
У 1998 р. переходить на телеканал «РЕН ТВ» за запрошенням Ірени Лесневської та Володимира Молчанова.
З 6 вересня 1998 р. став ведучим авторської програми «Військова таємниця» на каналі «РЕН ТВ».
З 2004 р. — став заступником генерального директора телеканалу з суспільно-політичного і документального мовлення.
З 2006 р. — став керівником відділу документального проекту «Штурм свідомості» на телеканалі.
Автор і продюсер документальних проектів «Чорнобиль: приречена АЕС», «Армії світу», «По обидві сторони Перемоги», «Хроніка світового тероризму», «Розсекречене століття», «Таємна дипломатія», «Чеченський капкан», документального циклу «Віддзеркалення», «Територія помилок»,
з січня 2007 р. — щоденного документального циклу «Історії…».
З вересня 2006 по жовтень 2012 року-керівник проекту " гучна справа».
З 16 жовтня 2012 по 9 листопада 2019 року — ведучий програми «Територія помилок», з 15 червня 2015 року — ведучий програми «найбільш шокуючі гіпотези». Також є ведучим документальних марафонів телеканалу, таких як "День" військової таємниці "" « "День космічних історій", " Російські булки».
У 2014 році — генеральний продюсер і один з творців шоу "мої прекрасні»" з Павлом раковим.
У 2022 р.отримав від президентського фонду культурних ініціатив 7,5 млн руб. на серію лекцій «розмови про найважливіше з Ігорем Прокопенком», з якими він їздив по Росії. Тема лекції-війна на Україні: коли і чим вона закінчиться.
Член Академії Російського телебачення. Автор серії книг» Військова таємниця " видавництва «Эксмо».                                                     

## Світогляд, громадська позиція
Отримав звичайне Радянське виховання, був піонером і комсомольцем. У родині була віруюча бабуся. Під час служби в армії почув проповідь священика в заново відкритому Даниловому монастирі, після чого прийшов до віри. Називає себе православним, відвідує храм, хоча не тримає постів

За словами Ігоря Прокопенка, його розрив з ліберальною громадськістю стався ще наприкінці 1990-х років:
Я з ліберального суспільства кінця 80-х-початку 90-х.але в якийсь момент став розуміти, що з ліберальним рухом щось не те. Пам'ятаю, ще в 90-х зробив фільм про правозахисну організацію і розповів, що її фінансує Держдеп США. Мені редактори сказали: ні, цей фільм випускати не треба. Чому, адже це ж правда! Не треба і все. Я поступово став розуміти, що в Росії швидше псевдолібералізм. Я сприймаю ліберала як людину мислячу, для якого істина понад усе. А у сьогоднішніх псевдолібералів так: якщо Путін проти, значить я за. Незалежно від того, що відбувається.
Поклав відповідальність за розпад СРСР на Михайла Горбачова і Бориса Єльцина

Росія зараз в тих кордонах, що була при Івана Грозного. А все чому? Дві випадкові людини в Кремлі: Єльцин і Горбачов.

У липні 2009 року Прокопенко увійшов до Центральної Ради прихильників партії "Єдина Росія", що підтримує курс президента і уряду країни.

Про свої взаємини з міністрами оборони Росії різних років Прокопенко розповів в 2016 році:
Військова таємниця " пережила шістьох міністрів оборони. У мене були складні стосунки з Грачовим, хороші з Родіоновим, погані з маршалом Сергєєвим. Під поганими стосунками я маю на увазі недовіру. Дуже погані стосунки у мене були з Сердюковим. Я був єдиним на пострадянському медійному просторі, хто дозволяв собі критикувати його публічно. Під час його перебування на посаді міністра у нас взагалі не було ніяких відносин. Так, власне, і зараз особливих відносин немає

## Критика
Робота Ігоря Прокопенка в програмах «Військова таємниця», «Територія помилок» 2010-х років неодноразово критикувалася журналістами, вченим співтовариством і глядачами за низький рівень професіоналізму, лженаукові твердження, що суперечать дійсності,а з 2013-2014 років, після зміни суспільно-політичної ситуації в країні, - також за відкриту антизахідну пропаганду.

### Антизахідна пропаганда
Оглядач «Новой газеты» Слава Тарощина:

Є на РЕН ТВ ігор Прокопенко. Починав ще при Ірені Лесневской, спеціалізувався на військових таємниці, зняв один з кращих документальних серіалів про війну «по обидві сторони перемоги». Пішла Лесневська. Змінилася країна. Видозмінився до невпізнання Прокопенко. Він навіть зовні тепер такий же напомаженний і пританцьовує, як Дмитро Кисельов. І так само, як він, здатний виявити ворогів Росії на будь-якій трамвайній зупинці. Прокопенко тепер доріс до цілого Дня військової таємниці. Я подужала лише фрагмент дня, присвячений феномену путіноманії. Суть його проста, як все геніальне: Путін — єдина опора похитнувся світу. Прокопенко співав довго і складно

Оглядач «Новой газеты» Ирина Петровская:

Бог з нею, з Ганною Чапман і її «таємницями світу»... але ігор Прокопенко, Серйозний начебто журналіст, автор відмінних документальних фільмів, лауреат багатьох премій! < ... > » Територією помилок«, якщо не» територією марення", частіше виявляється сама програма. Ось, наприклад, один з випусків, що розкриває публіці очі на змову світової закуліси проти Росії. "У Це важко повірити «(це одна з ключових фраз програми), але, згідно з секретним планом американців, до 2030 року на політичній карті світу не буде держави під назвою»Росія". "У Це важко повірити«, але американці називають росіян поневоленим народом і планують розчленування Росії на дрібні частини (план»Петля анаконди"). "У Це важко повірити, тим більше що ні документів, ні переконливих доказів цьому немає» (так! - І. П.), але «точно відомо» (знову — так!), що саме члени могутнього Гейдельберзького клубу (Рокфеллер, Ротшильд, Сорос) привели до влади Горбачова, щоб розвалити Радянський Союз і отримати доступ до його природних ресурсів: «прихильників версії, що Михайло Горбачов і Раїса Максимівна були агентами ЦРУ, досить, але якщо немає доказів, наполягати на цьому було б несправедливо»

### Пропаганда псевдонауки
25 Вересня 2017 року в програмі «найбільш шокуючі гіпотези» Прокопенка була представлена теорія плоскої Землі, в даний час спростована наукою. Критичні коментарі експертів у програмі не були представлені. Тележурналіст Володимир Кара-Мурза-старший у світлі виходу передачі в ефір відзначав:

Прокопенко на екрані РЕН ТВ — в амплуа мага-вентрилокіста: він і про єгипетські піраміди, і про прибульців, і про Атлантиду, і про опозицію все таємне знає. І мало не щотижня випускає нові книжки, які рекламує у своєму ж ефірі.

У відповідь на звинувачення Прокопенко заявив:

Є приказка, що доведена гіпотеза стає істиною, а недоведена — проблемою. Ось це, мабуть, наш випадок. Гіпотеза, що Земля насправді плоска, досить популярна, у неї величезна кількість адептів у всьому світі. Не я її придумав. Подивіться в Інтернеті-переконайтеся.

Популяризатор науки, головний редактор Антропогенез.ру А. Б. Соколов в інтерв'ю «Газета.Ru» критично відгукнувся про книги Прокопенко, заснованих на випусках «території помилок», оскільки «ці книги нашпиговані цитатами вчених». Деякі з них, як, наприклад, історик Д.Д. Бєляєв, були абсолютно не в курсі, на сторінки яких книг потрапляли їх думки. Крім того, Соколов зазначив:
Моя гіпотеза, що ці цитати — шматки інтерв'ю з тих самих передач. Тобто дуже ефективний техпроцес: коли записується інтерв'ю з експертом, виходить і контент для передач, і матеріальчик для книжок. Враховуючи, що там, по-моєму, з книги в книгу деякі шматки повторюються, бізнес виходить вкрай ефективним. Обзавидуєшся. А ось який збиток при цьому наноситься російським мізкам? Боюся навіть припустити.
У 2018 році письменник і журналіст Антон Первушин подав до суду на Прокопенка за використання інтерв'ю з ним в антинаукових фільмах і книгах:
Я вкрай обурений використанням моїх слів у фільмах, покликаних затвердити теорії»місячної змови". Під час підготовки до інтерв'ю мене запевнили, що воно буде використано в науково-популярному фільмі, який розповідає про сучасні наукові дослідження в галузі вивчення космосу. Я завжди охоче погоджуюся на участь у подібних проектах. Мене ввели в оману, адже якби знімальна група чесно повідомила, що фільми будуть присвячені пропаганді теорії «місячної змови» і різним спекуляціям навколо аномальних явищ, то я відмовився б.
У своєму поясненні, направленому в Жовтневий районний суд Санкт-Петербурга, Прокопенко заявив, що його передача є постановочною.
«По-перше, самі по собі книги Ігоря Прокопенка або їх частини не є інтерв'ю, так як є літературним твором і не побудовані за схемою „Питання-відповідь“ як інтерв'ю. По-друге, позивач вказаний в книзі не в якості автора. З представлених суду уривків з книг Прокопенко слід, що позивач виконує роль особи, озвучивающего, виконуючого якусь інформацію, так як в книгах після прізвища позивача йде двокрапка і пряма мова і відсутня яке-небудь вказівку на авторство позивача. Нами представлені докази того, що позивач озвучує частину сценарію до телевізійної передачі "Територія помилок" з Ігорем Прокопенком " » - написав тележурналіст.

## Нагорода
Телевизионная премия «ТЭФИ»
Телевизионная премия «ТЭФИ» (номинация «Журналистское расследование», 2000) — за фильм «Лихорадка Эбола — тайна вируса смерти»[1].
Телевизионная премия «ТЭФИ» (номинация «Журналистское расследование», 2001) — за документальный сериал «Голоса из безмолвия».
Телевизионная премия «ТЭФИ» (номинация «Журналистское расследование», 2003) — за фильм «Дневник беглеца»[2].
Телевизионная премия «ТЭФИ» (номинация «Телевизионный документальный сериал», 2005) — за документальный сериал «Чеченский капкан».
Телевизионная премия «ТЭФИ» (номинация «Телевизионный документальный сериал», 2007) — за документальный фильм «Пленные и забытые»[3].
Телевизионная премия «ТЭФИ» (номинация «Телевизионный документальный фильм», 2020) — за фильм «Доктор Лиза»[4]
Телевизионная премия «ТЭФИ» (номинация «Просветительская программа», 2017) — за передачу «Военная тайна»[5].
Евразийский Телефорум
V Евразийский Телефорум (специальный приз жюри, 2001) — за документальный сериал «Голоса из безмолвия».
VII Евразийский Телефорум (главный приз, 2004).
Х Евразийский Телефорум (номинация «Информационно-аналитическая программа», 2007) — за документальный фильм «Анна. Убить журналиста»[6].
XII Евразийский Телефорум (диплом, 2009) — за создание первого игрового многосерийного фильма «Последний секрет Мастера».
Премия Артёма Боровика
Премия Артёма Боровика (2003) — за фильм «Возвращение в Норд-Ост».
Премия Артёма Боровика (2004) — за творческие достижения в жанре «журналистское расследование».
Премия Артёма Боровика (2005) — за значительный вклад в развитие независимой журналистики в России[7].
Международный телекинофорум «Вместе»
Гран-при Международного телекинофорума «Вместе» (2002) — за программу «Военная тайна».
Гран-при Международного телекинофорума «Вместе» (номинация «Человек дела», 2007) — за документальный фильм «Анна. Убить журналиста».
Гран-при Международного телекинофорума «Мы вместе!» (2024) — за передачу «Для чего создавали советскую Украину?»[8].
Кинофестиваль «Море зовёт»
Гран-при Международный кинофестиваль морских и приключенческих фильмов «Море зовёт» (2007) — за документальный фильм «Заложники глубины»[9].
Приз Международного кинофестиваля морских и приключенческих фильмов «Море зовёт» (2008) — за лучший фильм о водолазах и дайверах[10].
Призы и награды
Премия Службы внешней разведки Российской Федерации (2001) — за документальный сериал «Голоса из безмолвия».
Гран-при и приз Президента Итальянской республики фестиваля в Риме (2002) — за фильм «Возвращение в Норд-Ост».
Гран-при ММКФ «Золотой Георгий» (2003) — за документальный фильм «Раковый корпус».
Гран-при фестиваля «Закон и общество» (2003) — за документальный цикл «Хроника мирового терроризма»[11].
Гран-при фестиваля в Брюсселе (2003) — за документальный сериал «Голоса из безмолвия».
Конкурс «Менеджер года» (победа в номинации «Электронные СМИ», 2007)[12].
Премия ФСБ России (номинация «Телевизионные и радиопрограммы», 2007) — за цикл программ «Военная тайна», посвящённых проблемам безопасности и обороноспособности государства.
Национальная премия «Лавровая ветвь» в области неигрового кино и телевидения (номинация «Лучший документальный сериал», 2007) — за 3-серийный фильм «Другая война».
Премия Всероссийского смотра-конкурса «На страже порядка», проводимого ФСИН (номинация «Лучшая программа (фильм) в жанре журналистского расследования», 2009) — за фильм «Путь контрабандиста».
Гран-при VII Международного фестиваля военного кино имени Юрия Озерова (2009) — за документальный фильм «Цхинвальский крест»[13].
Антипремия ВРАЛ от портала «Антропогенез.ру» и фонда «Эволюция» (II место, 2017) — за выдающийся вклад в российскую лженауку как автор и продюсер проектов «Теория заблуждений», «Самые шокирующие гипотезы» и «Военная тайна»[14][15].
В 2018 году стал лауреатом международной премии Terra Incognita Awards[16].
Антипремия ВРАЛ, (II место, 2020)[17]

## Сім'я
Жена — Оксана Барковская. Дружина-Оксана Барковська. Мають двох дочок і сина.
Батько-відомий військовий журналіст Станіслав Прокопенко                            

## Праці
- «Штурм сознания. Правда о манипулировании сознанием человека», серия «Военная тайна», изд. «Эксмо» (документальная литература, военное дело, спецслужбы), г. Москва, 2012 г. — 310 с.: 13 ил. — ISBN 978-5-699-55217-7 (рос.)
- Прокопенко Игорь, «Истории древних цивиллизаций», 2017. 588 с. — ISBN 9785457829619. (рос.)